# Avast SecureLine VPN
Avast SecureLine VPN是网络安全软件公司Avast开发的一项VPN服务，可以在Android、Windows、macOS和iOS系统上运行。

## 产品功能
和其他VPN软件的原理一样， SecureLine通过改变用户IP地址，让用户自由更改计算机的虚拟位置，可以绕过用户所在国家的互联网审查系统或是用户使用的公共Wi-Fi的检查系统。这款VPN可以被设置为在用户连接到公共Wi-Fi时自动开启。
Avast SecureLine VPN的安全功能包括：256位高级加密标准、单一共享IP、DNS泄漏保护、杀戮开关和智能连接规则。

## 服务器位置
Avast服务器遍布全球60多个城市。目前，有8个城市的服务器支持P2P协议，比如BitTorrent，其他服务器则服务于在线视频用户。